# Adara
Hasonló írásmóddal ismert: Adhara település, Banglades
Az Adara (Adhara, Epszilon Canis Majoris) egy kettőscsillag a Nagy Kutya csillagképben. Bár a Bayer-féle jelölésben az „epszilon” az ötödik legfényesebb csillagot jelentené az adott csillagképben, ezzel szemben a második legfényesebb. Az egész égbolt legfényesebb csillagai közé tartozik, de Magyarországról csak decembertől márciusig látható. Deklinációja alapján 28°58′19″-re van délre az égi Egyenlítőtől, így Magyarország szélességén nem emelkedik túl magasan a horizont fölé.

## Leírása
Az Adara valójában kettőscsillag, aminek Naprendszerünktől való távolsága 430 fényév körüli. A főcsillag kék szuperóriás, aminek látszó fényessége +1,5m, és a B2 Iab színképosztályhoz tartozik. Kísérője +7,5m fényességű. A két csillag különállóan csak legalább 75 mm-es távcsővel látható. A főcsillag 250-szer fényesebb a kísérőjénél. A két csillag nagyjából 7500 év alatt tesz meg egy keringést egymás körül. Egymástól való távolságuk legalább 900 CsE.
A főcsillag (Adara A) felszíni hőmérséklete 22 000 K körüli. Abszolút fényessége 22 300 Napénak felel meg. Ha olyan távolságban lenne tőlünk, mint a Szíriusz, látszó fényessége -7 lenne, ezzel hétszer fényesebb lenne, mint a Vénusz bolygó. A csillag ismert erős ultraviola sugárzásáról.
Átmérője 14-szer akkora, mint a Napé, tömege annak 11-12-szerese. A jövőben valamikor szupernovává alakul.
Az Adara néhány millió évvel ezelőtt sokkal közelebb volt a Naprendszerünkhöz, így az éjszakai égbolton a legfényesebb csillag volt. Körülbelül 4,7 millió évvel ezelőtt az Adara 34 fényévre volt a Napunktól. Látszó fényessége akkor –3,99 volt. Semelyik másik csillag nem volt ennyire fényes azóta, és a következő 5 millió évben más csillag nem fogja elérni ezt a fényességet.

## Nevének eredete
Adara neve az arab عذارى ‘aðāra’ szóból származik, aminek jelentése: „szüzek”, bár elsődleges jelentése: „narancsvirágzás”.
Kínában az 弧矢七 írásjelekkel írják le, aminek jelentése: „az íj és a nyíl hetedik csillaga”.

## Kulturális hatás
- Az Adara megjelenik Brazília nemzeti zászlajában, ahol Tocantins államot jelképezi.[9]

- Adhara néven megjelenik egy 2007-es animációs film, a Nocturna egyik kulcsjelenetében, mint a főhős kisfiú, Tim kedvenc csillaga.[10]

## Fordítás
- Ez a szócikk részben vagy egészben  az   Epsilon Canis Majoris című angol Wikipédia-szócikk fordításán alapul.  Az eredeti cikk szerkesztőit annak laptörténete sorolja fel. Ez a jelzés csupán a megfogalmazás eredetét és a szerzői jogokat jelzi, nem szolgál a cikkben szereplő információk forrásmegjelöléseként.
- Ez a szócikk részben vagy egészben  az   Adhara című spanyol Wikipédia-szócikk fordításán alapul.  Az eredeti cikk szerkesztőit annak laptörténete sorolja fel. Ez a jelzés csupán a megfogalmazás eredetét és a szerzői jogokat jelzi, nem szolgál a cikkben szereplő információk forrásmegjelöléseként.
- Ez a szócikk részben vagy egészben  az   Adhara című olasz Wikipédia-szócikk fordításán alapul.  Az eredeti cikk szerkesztőit annak laptörténete sorolja fel. Ez a jelzés csupán a megfogalmazás eredetét és a szerzői jogokat jelzi, nem szolgál a cikkben szereplő információk forrásmegjelöléseként.